# Vlkaneč
Vlkaneč är en ort i Tjeckien.   Den ligger i regionen Mellersta Böhmen, i den centrala delen av landet, 80 km öster om huvudstaden Prag. Vlkaneč ligger 430 meter över havet och antalet invånare är 595.
Terrängen runt Vlkaneč är huvudsakligen platt, men västerut är den kuperad. Runt Vlkaneč är det ganska glesbefolkat, med 36 invånare per kvadratkilometer. Närmaste större samhälle är Kutná Hora, 18,5 km nordväst om Vlkaneč. I omgivningarna runt Vlkaneč växer i huvudsak blandskog.